# Pestratte
Die Pestratte (Nesokia indica) ist eine Nagetierart aus der Gruppe der Altweltmäuse (Murinae).

## Merkmale
Diese Nagetiere erreichen eine Kopfrumpflänge von 14 bis 22 Zentimetern, eine Schwanzlänge von 9 bis 13 Zentimetern und ein Gewicht von 110 bis 175 Gramm. Ihre Fellfärbung variiert an der Oberseite von gelbbraun bis graubraun, der Bauch ist weiß bis hellgrau. Der  Körperbau der Pestratten ist stämmig, der Kopf ist kurz und gerundet, die Schnauze ist breit, die Ohren sind rundlich. Der relativ kurze Schwanz ist nahezu unbehaart, die Zehen tragen starke Krallen.

## Verbreitung und Lebensweise
Das Verbreitungsgebiet der Pestratte erstreckt sich von Ägypten und dem Nahen Osten über Iran bis in das nördliche Indien und das westliche China. Sie bewohnen vorwiegend feuchte Lebensräume und sind häufig entlang von Flüssen oder anderen Gewässern zu finden.
Sie legen komplexe Baue an, die aus vielen Tunneln, einer mit Gras gepolsterten Kammer und mehreren ungepolsterten Kammern bestehen. In der gepolsterten Kammer schlafen sie, in den anderen lagern sie manchmal Nahrungsvorräte. Ihre Nahrung besteht aus Gräsern, Samen, Wurzeln und manchmal Feldfrüchten. In der Regel leben sie einzelgängerisch, ein Bau wird nur von einem Tier bewohnt. Nach rund 17-tägiger Tragzeit bringt das Weibchen bis zu zehn Jungtiere zur Welt.

## Pestratten und Menschen
Häufig gelten Pestratten als Plage, da sie Felder verwüsten und mit ihrer Grabetätigkeit ebenfalls Schaden anrichten. Mancherorts werden sie gejagt und (mitsamt ihrem Körnervorrat) gegessen. Laut IUCN ist die Pestratte häufig und zählt nicht zu den bedrohten Arten.